# Pithecellobium keyense
Pithecellobium keyense) es una especie de plantas perteneciente al género Pithecellobium, de la familia de las leguminosas. Es nativa de México.

## Taxonomía
Pithecellobium keyense fue descrita por Britton ex Coker  y publicado en Bahama Isl. 255. 1905.
Sinonimia
- Mimosa guadalupensis Pers.
- Pithecellobium bahamense var. keyense (Britton) Isely
- Pithecellobium guadalupense Chapman
- Zygia guadalupensis A.Heller[3]